# Lee Naylor (atleta)
Lee Michelle Naylor (Shepparton, 26 de enero de 1971) es una atleta olímpica australiana que consiguió la medalla de bronce  en la prueba de 4x400 metros en pista en el Campeonato del Mundo de Atletismo de 1995, celebrados en Gotemburgo (Suecia) junto a Renée Poetschka, Melinda Gainsford-Taylor y Cathy Freeman.
En el año 1998 consiguió la medalla de oro en los Juegos de la Mancomunidad de 1998 celebrados en Kuala Lumpur (Malasia) en la misma prueba, 4x400 metros.
Participó en los Juegos Olímpicos de Atlanta 1996 y en los de Sídney 2000.

## Palmarés internacional
| Campeonato del Mundo de Atletismo | Campeonato del Mundo de Atletismo | Campeonato del Mundo de Atletismo | Campeonato del Mundo de Atletismo |
| Año                               | Lugar                             | Medalla                           | Prueba                            |
| --------------------------------- | --------------------------------- | --------------------------------- | --------------------------------- |
| 1995                              | Gotemburgo (Suecia)               | Medalla de bronce                 | 4x400 metros                      |
| Juegos de la Commonwealth         |                                   |                                   |                                   |
| 1998                              | Kuala Lumpur ()                   | Medalla de oro                    | 4x400 metros                      |